# Zuvačov
Zuvačov (v některých pramenech Komňa, někdy též nesprávně Zubačov) je zřícenina gotického hradu bergfritového typu na východní Moravě, v katastrálním území obce Komňa ve Zlínském kraji. Hrad byl založen ve 2. polovině 13. století a zanikl již o necelých 200 let později. Do dnešní doby se z něj zachovaly jen malé pozůstatky zdiva a výrazné terénní útvary, svědčící o jeho někdejší mohutnosti. Zřícenina je chráněna jako kulturní památka.

## Historie

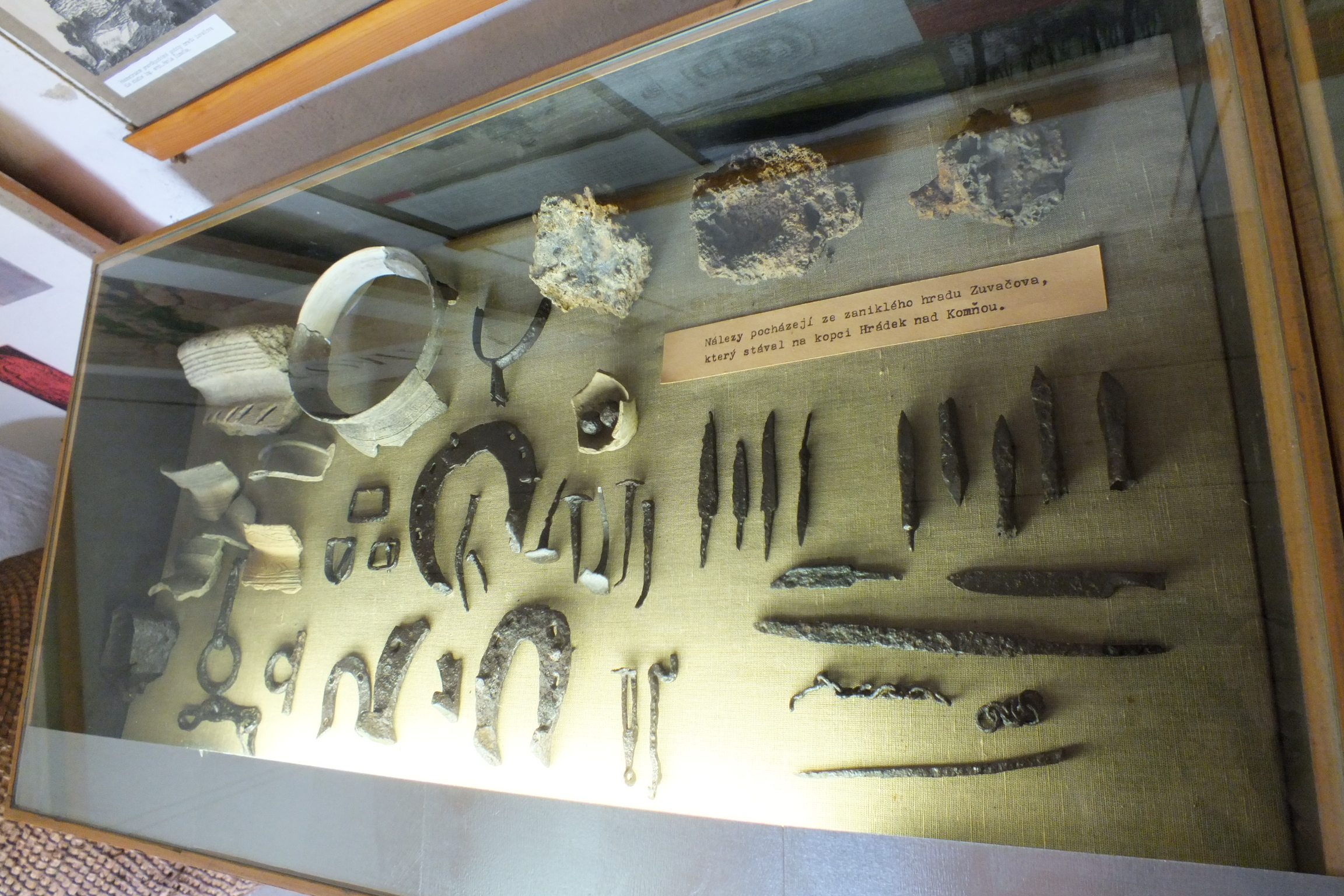
Archeologické nálezy z bývalého hradu v Památníku J. A. Komenského v Komni

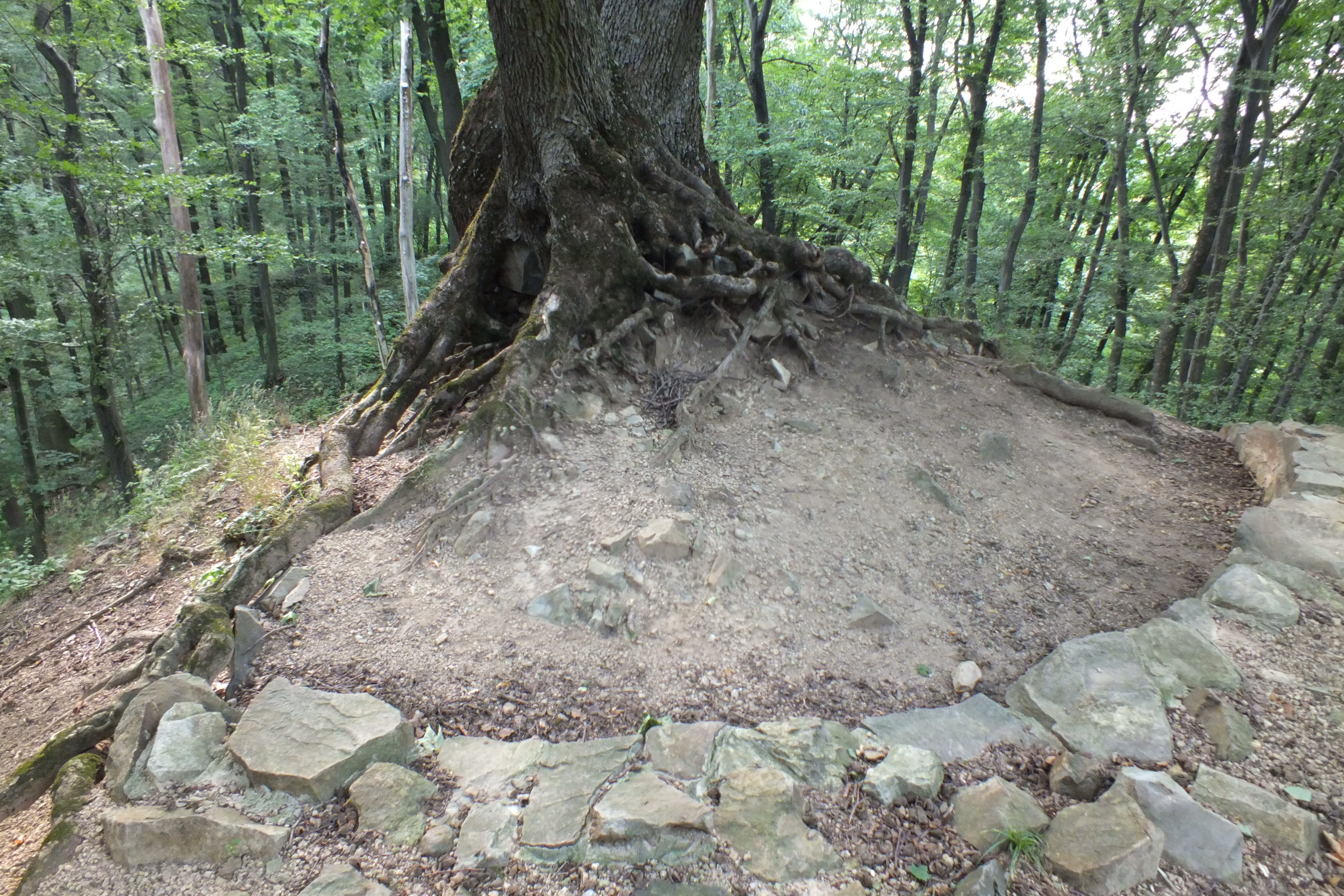
Kořeny javoru vyrůstajícího na zbytcích hradní věže

Doba výstavby hradu není přesně známa, ovšem podle archeologických nálezů vznikl krátce po polovině 13. století. Vzhledem k jeho mohutnosti lze předpokládat, že šlo o hrad královský, který byl součástí sítě zeměpanských opěrných bodů v této části Moravy. Ve 14. století se pak stal za dnes neznámých okolností součástí světlovského panství, které vlastnili Šternberkové. První písemná zmínka pochází z roku 1448, kdy dle dohody v majetkoprávním sporu prodává Zdeněk ze Šternberka ves Komňu s „tvrzištěm“ Miroslavovi z Cimburka. Ze zmínky současně vyplývá, že v té době již byl hrad rozbořen a nevyužíván. To potvrzují i archeologické výzkumy, podle nichž život na hradě ustal v první polovině 15. století, tedy v době husitských válek, a někteří historikové tak jeho zánik spojují s tažením vojsk sirotčího svazu do Uher roku 1431. Roku 1481 pak Kunka z Cimburka prodala ves i pustý hrad zpět majiteli světlovského panství, kterým tehdy byl Ctibor z Landštejna. Poslední historická zmínka o hradu, která současně jako jediná obsahuje jeho jméno, je z roku 1517 a nachází se ve výčtu statků, které byly spolu s celým panstvím převedeny na Buriana z Vlčnova. Následně pustý hrad zřejmě zcela upadá v zapomnění, neboť v dalších převodech světlovského panství již zmiňován není.

## Popis
Hrad Zuvačov se nachází asi 1 km jihozápadně od obce Komňa v nadmořské výšce 501 m na ostrožně Hrádek, vybíhající z horského hřebene táhnoucího se od Mikulčina vrchu v centrálním pásmu Bílých Karpat k Bojkovicím. Ostrožna představovala strategický bod, z něhož bylo možné ovládat údolí, jehož ústí směřuje na Bojkovice a na které se také napojuje cesta na Starohrozénkovský průsmyk.

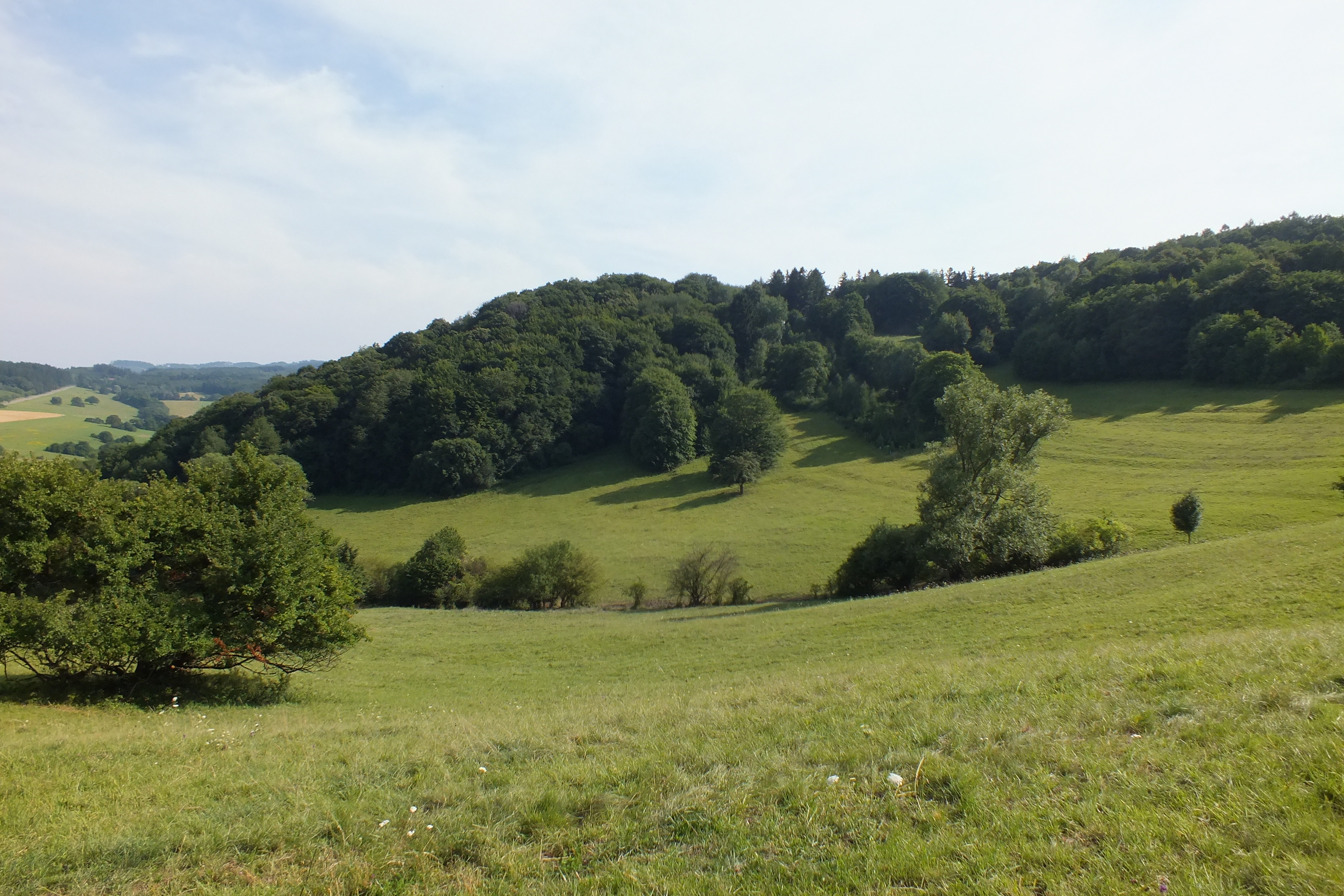
Ostrožna Hrádek

Hrad byl postaven převážně z lomového kamene. Hradní jádro leží na nejzazším konci ostrožny a má tvar poměrně pravidelného oválu o průměru více než 90 m. V jeho západní části se nachází vyvýšený okrouhlý pahorek, na němž stávala mohutná okrouhlá (možná břitová) kamenná věž, jejíž vnější průměr byl cca 12,5 m a vnitřní cca 6,1 m, takže jde o třetí nejrozměrnější věž své doby na Moravě. Věž byla součástí nezachovaného hradního paláce, který byl hrázděné konstrukce s cihlami. Toto místo je z celého hradu jediné, na němž se dochovaly pozůstatky někdejšího zdiva. Celé jádro je obehnáno téměř 12 m širokým a více než 3 m hlubokým příkopem, v minulosti zde také stávala celokamenná obvodní hradba. Kolem příkopu je z jeho vnější strany nahozen val, který má dnes v severovýchodní části podobu pouhého terénního stupně, ovšem v jihozápadní části dosahuje výšky téměř 3,5 m. Do hradu se vstupovalo nezachovanou branou severně od věže.

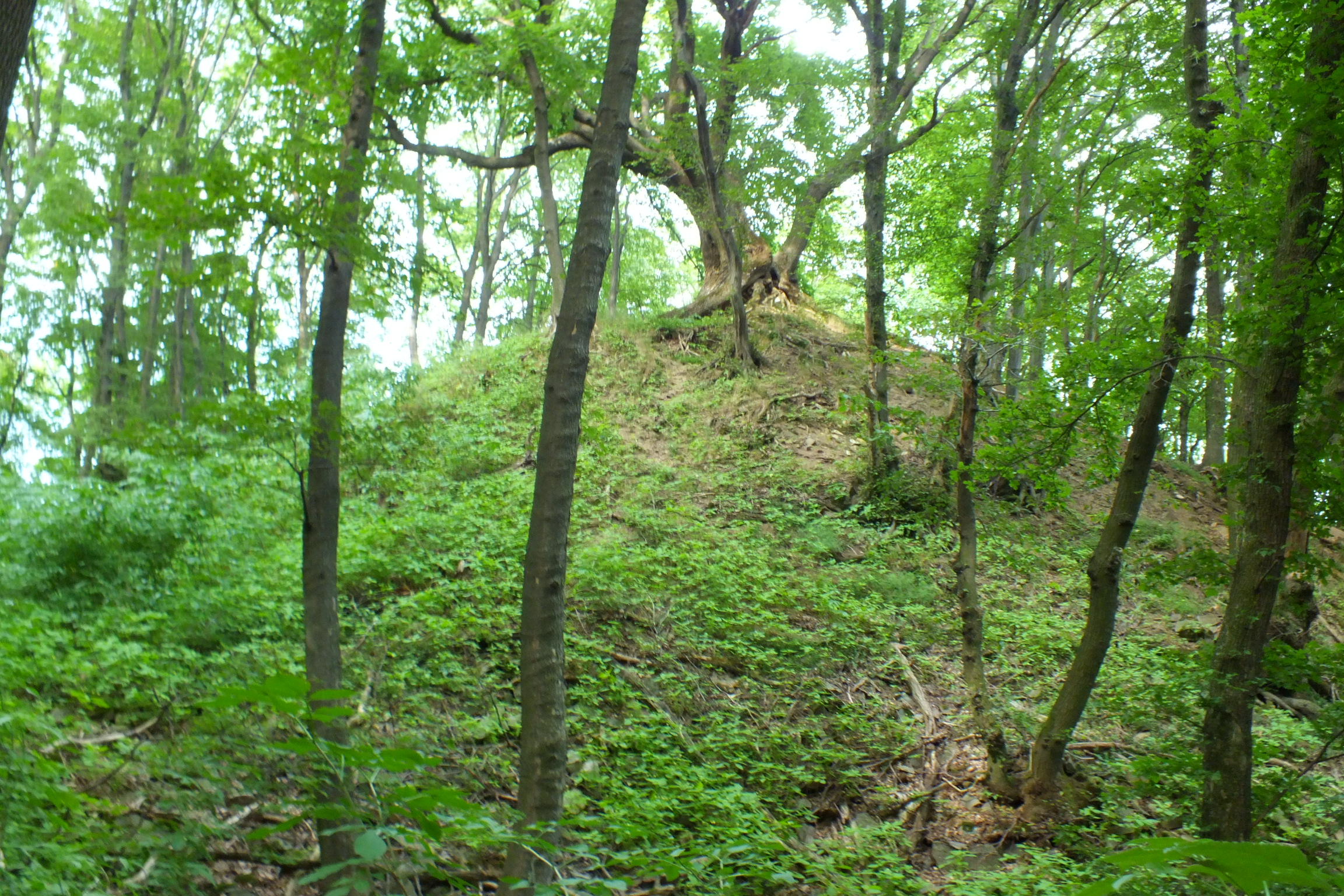
Vyvýšený pahorek

Na západ od hradního jádra vybíhá malé předhradí lichoběžníkovitého půdorysu, jehož delší osa je orientována západo-východním směrem. Přesná podoba jeho opevnění není známá, ovšem pravděpodobně nebylo příliš důkladné. Je možné, že kolem stála kamenná hradba nebo alespoň jednoduchá kamenná zeď vystavěná bez použití malty. V severní části stávala 7 m široká budova a další stavby ze dřeva a hlíny byly v jihozápadní části. Zachoval se příkop, který ho obklopoval, a to nejlépe na severozápadní straně. Ve směru přístupu se asi 30 m před valem předhradí zachovaly pozůstatky okrouhlého předsunutého opevnění se zbytky příkopu na západní straně. Opevnění je však značně poškozené nedávnou těžbou kamene, takže se dochovala pouze západní a jihozápadní část. V minulosti krček výběžku před předhradím přetínal ještě 18 metrů široký a 3,5 m hluboký šíjový příkop.

## Restaurátorské práce
V roce 2010 probíhaly na hradě restaurátorské práce, během nichž byly odstraněny náletové křoviny, zpřístupněn terén a očištěn povrch zdiva. Původní zdivo věže bylo opatřeno ochrannou nadezdívkou a celá plocha byla zakonzervována. Přístup k hradu byl usnadněn jednoduchými dřevěnými schody z kuláčů a kolem chodníku byly osazeny kameny.

## Zuvačovský javor
Přesně uprostřed pozůstatků hradní věže vyrůstá pozoruhodný strom. Jedná se o zhruba 200 let starý javor klen, který je netypicky rozvětvený. Má dva kmeny, jeden s obvodem 160 cm, druhý má obvod 450 cm. Zuvačovský javor se ve finále ankety Strom roku v roce 2022 umístil na pátém místě.

## Přístup
Z obce Komňa vede nejprve po žluté turistické značce k rozcestí Skalky, poté po zelené turistické značce k hradu.